# Tarvos
Tarvos  är en av Saturnus månar. Den upptäcktes av John J. Kavelaars, Brett Gladman, Jean-Marc Petit, Hans Scholl, Matthew J. Holman, Brian G. Marsden, Phillip D. Nicholson och Joseph A. Burns 2000, och gavs den tillfälliga beteckningen S/2000 S 4. Den heter också Saturn XXI. 
Tarvos kretsar kring Saturnus på ett genomsnittligt avstånd på 18 300 000 kilometer och är ca 15 kilometer i diameter (förutsatt ett albedo på 0,06). Den har den mest excentriska bana runt Saturnus.
Tarvos är medlem i Galliska gruppen av oregelbundna satelliter.